# Anopterus glandulosus
Classification APG III (2009)
Espèce
Anopterus glandulosus est une espèce d'arbuste ou petit arbre de la famille des Escalloniaceae, originaire de Tasmanie en Australie.
Il atteint généralement 2 à 4 m de hauteur mais peut pousser jusqu'à 10 mètres et a des feuilles qui font de 7 à 17 cm de long et 2 à 4 cm de large. Les fleurs blanches à rosées se produisent en grappes au printemps et peuvent persister jusqu'à l'automne.